# Trond Einar Elden
Trond Einar Elden (n. 21 februarie 1970, Comuna Namdalseid, Nord-Trøndelag, Norvegia) este un schior de fond ce a reprezentat Norvegia, medaliat olimpic. A participat la 2 ediții ale Jocurilor Olimpice (1992, 1994) în care a câștigat o medalie de argint.